# Rigmor Mydtskov
Rigmor Mydtskov (født 23. maj 1925 i København, død 15. februar 2010 København) var en dansk fotograf, der var mest kendt for at være Dronning Margrethes officielle fotograf.
Mydtskov blev udlært portrætfotograf hos sin far, Hans Julius Mydtskov, i 1944. Hun begyndte fra 1954 at arbejde som fotograf ved Det Kongelige Teater. I første omgang som vikar for sin bror, Jørgen Mydtskov, men fra 1972 overtog hun helt jobbet. Hun fotograferede også ved flere andre teatre i hovedstaden. Hun arbejdede omkring 1952 som stillfotograf ved Flamingo Film. I 1975 fik hun eget atelier; indtil da delte hun med sin daværende mand, fotograf Steen Rønne, som hun blev gift med i 1962. I 1990'erne blev sønnen, Martin Mydtskov Rønne, tilknyttet.
I 1963 blev hun hoffotograf for tronfølgeren prinsesse Margrethe, hvilket hun var til sin død; fra 1988 med titlen Fotograf for Hendes Majestæt Dronningen.
Rigmor Mydtskovs billeder har været udstillet talrige gange i ind- og udland, ligesom hun udgav flere bøger med sine fotos.
I 1990 blev hun Ridder af Dannebrog og var æresmedlem af Dansk Fotografisk Forening. Hun modtog Kunsthåndværkerrådets Årspris i 1988 og Thorvald Bindesbøll Medaljen i 1992.